# Paolo Ruffini
Paolo Ruffini (22. září 1765 Valentano – 10. května 1822 Modena) byl italský matematik a filosof.
Do roku 1788 získal univerzitní tituly ve filosofii, medicíně a matematice. Mezi jeho úspěchy patří např. nedokončený důkaz Abelův-Ruffiniho teorém) o nemožnosti řešení kvintických a vyšších rovnic odmocninami (1799). Zabýval se také teorií grup, pravděpodobností a kvadraturou kruhu.

## Dílo

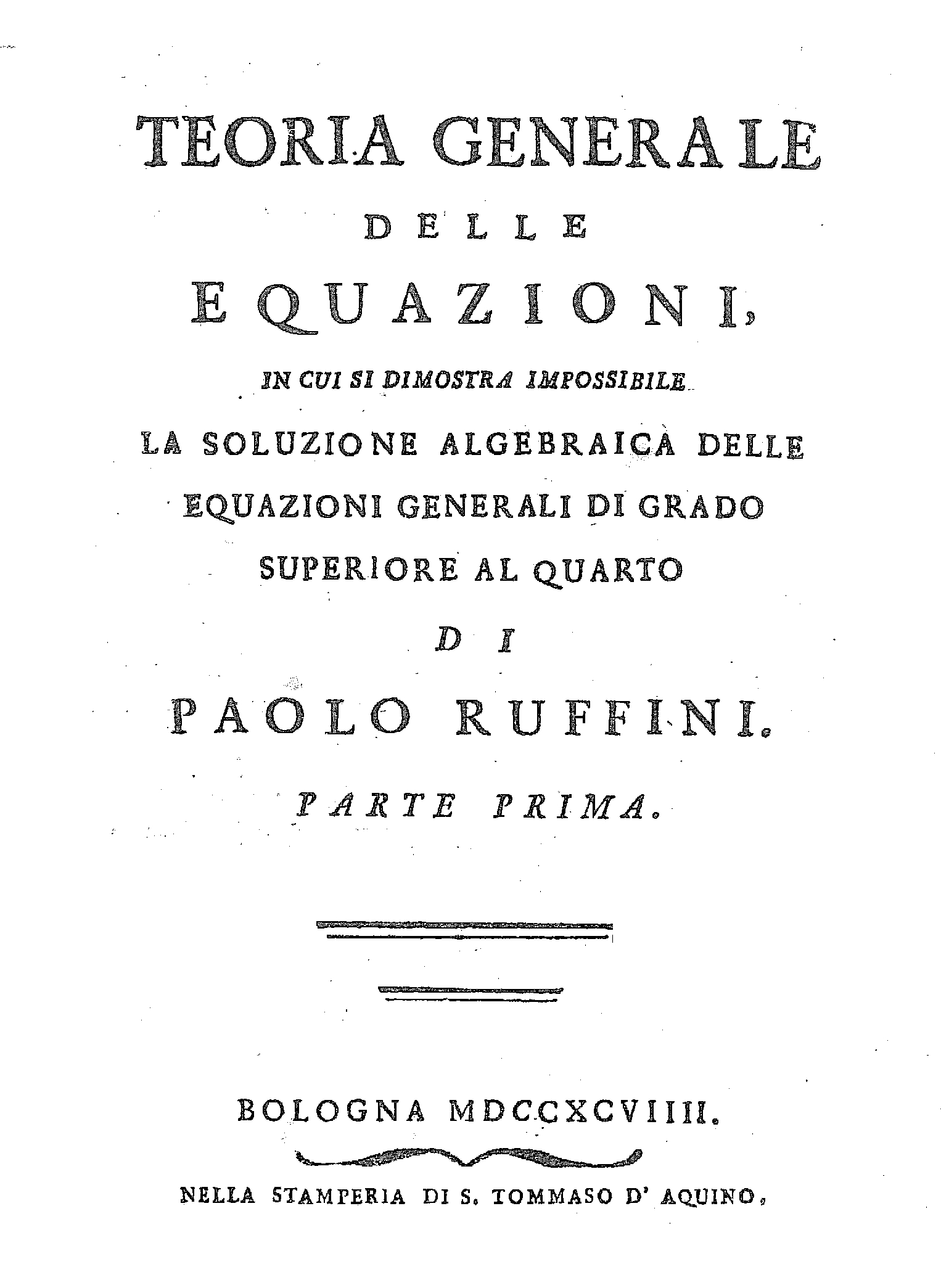
Teoria generale delle equazioni, 1799

- La teoria generale delle equazioni in cui è provato che la soluzione algebrica di equazioni di grado maggiore di 4 è impossibile (1799)
- Sopra la dimostrazione delle radici nelle equazioni numeriche di qualunque grado (1804)
- Della immaterialità dell'anima, Modena 1806
- Riflessioni critiche sopra il saggio filosofico intorno alle probabilità del signor conte Laplace, Modena 1821
- Opere matematiche, Řím 1954